# Trait d’union
Die Internationale Multimedia-Schülerzeitung trait d’union (französisch; „Bindestrich“) ist eine Plattform der interkulturellen Kommunikation und Kooperation von und für Schüler und ihre Lehrer in aller Welt.

## Basisinformationen

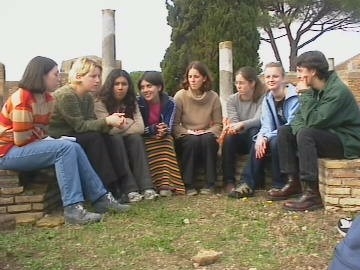
Internationales Projekttreffen italienischer, polnischer, französischer und deutscher trait d’union-Mitarbeiter im November 2001 in Rom. Gastgeber war das Liceo "Bertrand Russell".

Die Anfänge von trait d'union liegen im Jahr 1999, als das Projekt von der Deutschen Schule Toulouse zunächst vor allem als eine Plattform der pädagogischen Zusammenarbeit mit dem benachbarten Lycée International Victor Hugo de Colomiers (Frankreich) ins Leben gerufen wurde. Den unmittelbaren Anstoß zur Initiierung von trait d'union gab die Goethe-Rallye, ein trilinguales interkulturelles Lernspiel, das 1999 in Rom im Rahmen eines Schüleraustauschs zwischen der Deutschen Schule Toulouse, dem Liceo "Bertrand Russell" di Roma und dem Lycée International Victor Hugo de Colomiers durchgeführt wurde.
Die Zeitung erscheint in der Regel einmal pro Jahr gedruckt, online und (unregelmäßig) als Video, wobei immer ein bestimmtes Schwerpunktthema, z. B. "Wir alle sind Fremde" (1/2001) oder "Träume und Entwicklungen" (5/2005), im Vordergrund steht.
Der Online-Auftritt von trait d'union wurde von Anfang an vom DASAN-Server (Deutsche Auslandsschularbeit am Netz) der Zentralstelle für das Auslandsschulwesen (ZfA) beim Bundesverwaltungsamt gehostet. In den Jahren von 2000 bis 2003 erfuhr trait d'union als internationales Schulprojekt aus Mitteln des Comenius-Programms der Europäischen Union finanzielle Unterstützung.
Zwischen 2000 und 2017 beteiligten sich insgesamt 27 Schulen vor allem aus Europa, aber auch aus Afrika und Asien sowie Nord- und Südamerika an der Gestaltung der multilingualen Zeitung, darunter fünf Deutsche Auslandsschulen und drei inländische deutsche Schulen. 2005 sah die ZfA trait d'union „auf dem Weg, eine der größten interkulturellen Schülerzeitungen der Welt zu werden“ (ZfA-Info 1/2005). Die Texte der bisherigen Ausgaben von trait d'union (bis 2005) sind in 15 Sprachen verfasst, darunter auch solchen aus Afrika und Asien.
Das Projekt ist allen Schultypen zugänglich: Die meisten Teilnehmerschulen sind Gymnasien oder diesen äquivalent; aber auch Grundschulen gehören zum – permanent aufnahmebereiten – Teilnehmerkreis.
Koordinierungsschule war von September 1999 bis Juli 2007 die Deutsche Schule Toulouse, seit September 2004 gemeinsam mit dem Michaeli-Gymnasium München. Zwischen 2007 und 2015 lag die Leitung des Projekts bei der Deutschen Schule Bilbao. Project Manager ist Lothar Thiel. Er unterrichtete bis 2019 am Gisela-Gymnasium München (Deutschland), das seit dem Schuljahr 2015/16 als Koordinierungsschule fungiert.

## Der Name der Zeitung als Sinnbild ihrer Struktur
Das Verbinden spielt für die Internationale Multimedia-Schülerzeitung trait d’union eine so wesentliche Rolle, dass das Symbol des Bindestrichs als Name gewählt wurde.

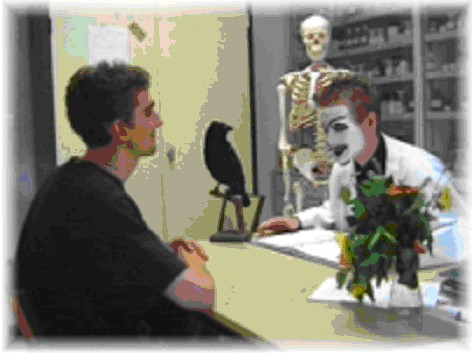
Video: "Faust im 21. Jahrhundert", Episode "Faust beim Psychologen". Kooperationsprojekt zwischen der Deutschen Schule Toulouse und dem Lycée International Victor Hugo de Colomiers (2003)

### Interkulturalität
Als interkulturelles Projekt erhebt die Zeitung trait d’union nicht nur den Anspruch Multikulturalität im Sinne kultureller und sprachlicher Vielfalt (sei es im Innern einer Gesellschaft oder auf internationaler Ebene) zu dokumentieren. Es geht ihr auch darum, das Verhältnis zwischen den verschiedenen Kulturen – Unterschiede und Gegensätze, aber auch Gemeinsamkeiten – zu thematisieren, was die Reflexion über die in der Ära der Globalisierung so wichtigen Fragen einschließt, wie konfliktträchtige Interaktionen zwischen unterschiedlichen Kulturen entschärft und das Voneinanderlernen gefördert werden kann. Dementsprechend dominieren in ihren Publikationen kulturelle und interkulturelle Beiträge, die von den Schülern ihrer Mitgliedsschulen in aller Welt erarbeitet werden.
Indem sie ihre Mitarbeiter aus den verschiedenen Ländern dazu einlädt, ihre Arbeiten schon während des Entstehungsprozesses auf den virtuellen Redaktionstisch trait d'union IntraNet zu legen, versucht sie, zumindest im Rahmen ihres Projekts einen Dialog, wenn nicht der Kulturen selbst, so doch zwischen Jugendlichen aus unterschiedlichen Kulturen anzuregen und zwischen ihnen eine auf ein gemeinsames Produkt zielende Kooperation zu ermöglichen. Dieser komplexe, von vielerlei Bedingungen abhängige Prozess spiegelt strukturell wider, was auch die berufliche Zusammenarbeit in internationalen wirtschaftlichen, gesellschaftlichen und politischen Zusammenhängen zunehmend kennzeichnet. Interkulturelle Kompetenzen gehören daher im 21. Jahrhundert zu den Schlüsselqualifikationen und trait d'union will einen Beitrag dazu leisten, sie schulpädagogisch aufzuarbeiten und zu vermitteln.

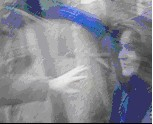
Video "The Sugarman... and the Kinder-Riegels", entstanden im Englischunterricht der Klasse 8d der Halepaghen-Schule Buxtehude (2005)

### Multimedialität
Die Multimedialität von trait d’union ermöglicht den Mitarbeitern gemäß ihren jeweiligen Absichten und technischen Möglichkeiten die Auswahl zwischen folgenden Medien bzw. Formaten: Druck, Onlinepräsentation, Audio, Video und PowerPoint. Da alle Medien spezifische Vorteile und Beschränkungen aufweisen, fördert der zielorientierte Umgang mit ihnen die Medienkompetenz der Teilnehmer, was auch die Verknüpfung verschiedener Medien einschließt.
Diese vielfältige Medienstruktur von trait d’union ist, dem technischen Fortschritt folgend, in ständiger Weiterentwicklung begriffen. Sie spricht bei den Schülern die Inhaber unterschiedlicher Talente und Interessen an (z. B. den Computerspezialisten und den eher künstlerisch Ambitionierten) und kann so den Einzelnen, bedingt durch die Projektkooperation, an von ihm bisher nicht beachtete Tätigkeitsfelder heranführen.
Eine weitere Wirkung der Multimedialität ist die nahezu unbegrenzte Freiheit in der Auswahl der Gattungen – z. B. zwischen Texten, Fotos, Zeichnungen, Songs, Filmen – und deren Kombination. Dieser Aspekt unterstützt fächerübergreifende Projektansätze und die Kompatibilität des Projekts mit unterschiedlichen Bedingungen an der Teilnehmerschulen in den verschiedenen Ländern.

### Kombination verschiedener Sozial- und Unterrichtsformen
Verschiedene Sozialformen konstituieren die Säulen, auf denen die Projektarbeit von trait d’union beruht: Diese reichen vom individuellen Wirken freier Mitarbeiter über unterrichtsgestützte Projektbeiträge, die von interessierten Fachlehrern geleitet werden, bis zu permanenten Redaktionen, die an den einzelnen Schulen als Arbeitsgemeinschaft oder Wahlunterricht geführt werden können. Jede Mitgliedsschule entscheidet ihren jeweiligen Bedingungen gemäß frei darüber, welche Form(en) der Mitarbeit sie für sich wählt. Auch die Sozialformen weisen im Hinblick auf die materiellen und pädagogischen Projektziele spezifische Vorzüge und Grenzen auf, so dass sich deren Verknüpfung – auch schul- bzw. länderübergreifend – anbietet.
Soweit die Projektbeiträge aus dem Unterricht stammen, können sie, der jeweiligen Schulkultur entsprechend, eher traditionell (Frontalunterricht) oder unter Anwendung handlungsorientierter Unterrichtsmethoden erstellt werden, denen trait d’union ein reiches Betätigungsfeld bietet. Auch fächerverbindende und jahrgangsübergreifende Ansätze werden durch die Projektstruktur unterstützt. Sowohl in der Wahl der Unterrichtsform als auch hinsichtlich des Beitragsumfangs sind teilnehmende Pädagogen also völlig autonom.

## Multilingualität
Die Schüler bedienen sich für ihre Texte teils ihrer Erstsprache, die nicht mit ihrer Muttersprache identisch sein muss, teils einer Zweit- oder Fremdsprache. Auf diese Weise entstanden bis 2006 Artikel in fünfzehn Sprachen. Es sind dies: Arabisch (اللغة العربية, al-luġatu ʾl-ʿarabīya), Deutsch, Englisch (English), Französisch (Français), Hochchinesisch (普通话 bzw. 普通話 / Putonghua / Mandarin), Italienisch (Italiano), Litauisch (lietuvių kalba), Niederländisch (Nederlandse taal), Polnisch (język polski), Portugiesisch (Português), Rumänisch (limba româna), Russisch (русский язык), Spanisch (Español, Castellano), Urdu (اردو) und Wolof. Berücksichtigt man auch kürzere trait-d'union-Videos (siehe: Weblinks / trait d'union Web TV!), kamen bis 2007 noch folgende sechzehn Projektsprachen hinzu: Albanisch (Shqip), Armenisch (Հայերեն լեզու / Hajeren lesu), Bulgarisch (Български език / Bălgarski esik), Persisch (فارسی), Fon, Japanisch (日本語 / nihongo), Kurdisch (kurdisch: Zimanê Kurdî, türkisch: Kürt dilli, arabisch: الكردية), Neugriechisch (Νέα Ελληνικά / Néa Elliniká), Serbokroatisch (srpskohrvatski oder cрпскохрватски oder hrvatskosrpski oder hrvatski ili srpski oder srpski ili hrvatski), Slowakisch (Slovenčina), Tigrinya (Tigray, Tigrinja, Tigrigna), Tschechisch (Čeština), Türkisch (Türk dili, Türkçe), Ukrainisch (українська {мова} / ukrajinska {mowa}), Ungarisch (magyar nyelv) und Vietnamesisch (tiếng Việt, tiếng Việt Nam oder Việt ngữ).
Im Konflikt zwischen dem Ziel, die kommunikative Reichweite der Zeitung zu maximieren (was dafür spräche nur auf Englisch zu schreiben), und dem Anliegen kulturelle Vielfalt auch sprachlich auszudrücken (dies widerspräche jeglicher sprachlicher Selektion) steuert trait d'union einen diskutierbaren Kompromisskurs, welcher der faktischen Hierarchie der Sprachen hinsichtlich ihrer Verbreitung entspricht: Englisch wird als Weltsprache Nummer eins anerkannt. Es folgen die Sprachen, die in den meisten europäischen Ländern (in denen die Mehrzahl der Mitgliedsschulen beheimatet ist) als Fremdsprache unterrichtet werden. Die dritte Gruppe bilden die Sprachen, auf die dies nicht zutrifft. Texten, die in diesen Sprachen verfasst sind, werden sowohl in der Druck-, als auch in der Online-Ausgabe Übersetzungen in Sprachen der Gruppe eins oder zwei beigefügt.
Darüber hinaus werden alle Artikel in trait d'union Online zusammen mit einer interaktiven Schaltfläche "Translate this text" präsentiert, welche die Nutzer zur Übersetzung sie interessierender Texte einlädt. Diese Versionen werden mit dem ursprünglichen Text verlinkt. Das Bemühen von den Navigationsseiten verschiedene Sprachversionen zur Verfügung zu stellen ist noch nicht sehr weit gediehen.
Die Multilingualität soll die Lust der Schüler auf Fremdsprachen anregen. Durch sie unterstützt trait d'union auch den Fremdsprachenunterricht, indem sie authentische Texte über Verhältnisse und Standpunkte aus anderen Ländern anbietet, die von Altersgenossen der Lernenden verfasst wurden. Dazu können die Schüler mit dem Verfasser eines Textes in dessen Erstsprache bzw. in der von ihm verwendeten Fremdsprache kommunizieren. Dies wird durch eine weitere interaktive Funktion, "Write us!", ermöglicht, wobei allerdings das Zustandekommen eines Dialogs mit dem Autor umso unwahrscheinlicher wird, je länger die Entstehung des Textes zurückliegt.

## Thematik
Obwohl trait d'union als Projekt der interkulturellen Pädagogik nicht in dem Sinne eine klassische Schülerzeitung ist, als an ihr nur Schüler mitwirkten, gilt für die Thematik der Beiträge das Gebot der "Jugendlichenperspektive": Sie müssen einen klaren Bezug zur Lebenspraxis junger Menschen und zu ihrem Bewusstsein bzw. ihren Interessen aufweisen. Zugleich sollen die Themen aber auch bildungs- und damit unterrichtsrelevant sein, sei es auf inhaltlichem und arbeitstechnischem oder auf sprachlichem und sozial-kommunikativem – insbesondere interkulturellem – Gebiet.
Die durch die Kriterien der Jugendlichenperspektive und der Bildungsrelevanz entstehende Themenschnittmenge soll einerseits die Lern- beziehungsweise Projektmotivation der Schüler fördern – "Non scholae, sed vitae discimus" – und zum anderen die Chancen erhöhen, die Erarbeitung eines kleineren oder größeren Projektbeitrags kompatibel in den Unterricht verschiedener Länder zu integrieren.
Dies wird durch die prinzipielle Weite des jeweiligen Schwerpunktthemas noch verstärkt. Folgende Themen wurden bisher behandelt bzw. sind in Bearbeitung:
- Nr. 01/2001: "Wir alle sind Fremde"
- Nr. 02/2002: "Unsere Zukunft"
- Nr. 03/2003: "Unsere Identität. Jung sein zu Beginn des 21. Jahrhunderts"
- Nr. 04/2004: "Boys & Girls"
- Nr. 05/2005: "Träume und Entwicklungen"
- Nr. 06/2006: "Courage"
- Nr. 07-08/2007-08: "Schwarz & weiß"

Die "Allgemein-Menschlichkeit" des jeweiligen Rahmenthemas spricht Jugendliche aller Kulturen an und ermöglicht eine große Vielfalt an behandelbaren Aspekten, was der Freiheit des einzelnen Mitarbeiters bei der Festlegung seines speziellen Themas entgegenkommt, das Denken in Zusammenhängen fördert und dabei vor allem zu interkulturellen Vergleichen und Diskussionen sowie fächerverbindenden, genderbezogenen und altersstufenübergreifenden Ansätzen anregt.
Als interkulturelle Zeitung legt trait d'union größten Wert auf weltanschauliche Neutralität, wobei diese nicht durch die Verpflichtung ihrer Autoren auf einen irrealen "politisch korrekten" Mittelkurs erreicht werden soll, sondern dadurch, dass zu den jeweiligen Themen im Idealfall alle Standpunkte zu Worte kommen, also keine Überzeugung von vornherein ausgeschlossen werden soll. So können beispielsweise enthusiastische Befürworter des interkulturellen Dialogs und der gegenseitigen Integration ihre Argumente ebenso vortragen wie deren Skeptiker. Davon ausgeschlossen, sich in trait d'union zu äußern, sind lediglich alle Anhänger diskriminierender Haltungen, namentlich des Chauvinismus und Rassismus.

## trait d'unionIntraNet: Projektkommunikation und -kooperation als Motor des interkulturellen Lernens
Seit Ende 2004 stellt das Projekt ein IntraNet als virtuellen Redaktionstisch für die Mitarbeiter in aller Welt – Schüler und Lehrer – zur Verfügung. Es ist (bis zu einem gewissen Grad) für jedermann zugänglich; nur wer in ihm schreiben oder auch statistische Informationen über die Projektteilnehmer erhalten möchte, muss sich zuvor registrieren und freischalten lassen. Damit können auch Außenstehende den "Work on Progress" mitverfolgen.
Jede Teilnehmerschule erhält einen in der Regel zweigeteilten "Staff Room": "Communication" dient in erster Linie der internen Verständigung zwischen den Mitarbeitern an einer bestimmten Schule und als Briefkasten für an diese Schule gerichtete Nachrichten von den auswärtigen Kollegen. In den Bereich "Production" sollen fertige, aber durchaus auch noch nicht abgeschlossene Projektbeiträge gestellt ("gepostet") werden. Jedes Projektmitglied, ob Schüler oder Lehrer, ob von der eigenen oder einer der Partnerschulen, kann auf den Post eines Kollegen im Prinzip auf zweierlei Art reagieren – indem es erstens den Beitrag des Kollegen kommentiert und/oder zweitens ihn erweitert: Dies kann in sehr verschiedenen Formen geschehen: einer Stellungnahme zu einem kontroversen Thema kann eine Gegenposition an die Seite gestellt werden, eine Erzählung kann durch Illustrationen bereichert oder in einen zu vertonenden Dialog umgewandelt werden usw.
Projektideen, die von vornherein für eine länderübergreifende Bearbeitung geeignet erscheinen, werden im "International Staff Room" vorgestellt, der ähnlich aufgebaut ist wie die "School Staff Rooms", darüber hinaus noch einige zusätzliche Bereiche enthält, unter anderem einen "International Teachers' Room", wo Theorien und Konzepte interkulturellen Lernens ausgetauscht werden können. Dieses Forum beinhaltet Beiträge zu trait d'union selbst, aber auch zu solchen Themen interkultureller Schulpädagogik, die den Projektrahmen überschreiten, wie etwa
- Schüleraustausch
- Auslandsstudienfahrten
- Besonderheiten des interkulturellen Lernens an Auslandsschulen
- spezielle Unterrichtsmodelle wie z. B. interkulturelle Lektüreprojekte und interkulturelle Rallyes.

Auf dem International Staff Room treffen sich auch die Techniker des Projekts: Auf ihrer "International Technicians' Workbench" können sie Materialien ablegen um ihre Weiterverarbeitung länderübergreifend arbeitsteilig zu organisieren. Dies beginnt mit der HTML-Konvertierung von Printtexten und kann bis zu Fragen der Weiterentwicklung der Projekt-WebSite(s) reichen.

## Auf dem Weg zu einem (Wahl-)UnterrichtsfachInterkulturelle Kompetenz

### Beispiel: Der Kommunikationsrhythmus
Der Schein, die Prozesse der Kommunikation und Kooperation im Rahmen eines internationalen Schulprojekts seien einfach strukturiert, trügt. Dies belegt das Beispiel des Kommunikationsrhythmus. Tatsächlich bestimmt eine Reihe von Faktoren das Kommunikations- und Kooperationsverhalten der Teilnehmer, die von den Partnern oft nur schwer oder (zunächst) gar nicht erkannt werden können. Im Falle eines reibungslosen Ablaufs oder sogar positiver Überraschungen durch den oder die Partner scheint dieser Umstand (zu Unrecht!) vernachlässigbar, doch wenn Friktionen oder Blockaden zunehmen, kann der Fortgang des ganzen Projekts in Gefahr geraten.
Die Schwierigkeiten, die Motive des Projektpartnerverhaltens zu durchschauen um angemessen auf dieses reagieren zu können, scheinen auf zumindest zwei Grundbedingungen zu beruhen:
1. Einschränkung der Kommunikation durch räumliche Distanz: Diese besteht im Wegfall bestimmter Arten des Feedbacks, die für die Nahbereichskommunikation zur Verfügung stehen und durch die ein von gegebenenfalls getroffenen Vereinbarungen abweichendes Verhalten kurzfristig mitgeteilt und, mit dem Ziel einer Problemlösung, gemeinsam erörtert werden kann.
2. Zugehörigkeit der Projektpartner zu unterschiedlichen Kulturen: Menschen betrachten gewöhnlich kulturspezifische Orientierungsmuster für das eigene Handeln und die von ihnen geprägte Wahrnehmung "fremdkulturellen" Verhaltens aus pragmatischen Gründen als "normal", oft ohne sich jedoch Rechenschaft darüber abzulegen, dass sich die Reichweite der einzelnen Normen nicht "natürlicherweise" auf den Lebensbereich der Projektpartner erstreckt. Deswegen werden die Ursachen vieler Abweichungen vom vereinbarten Projekthandeln vielfach dem Partner nicht im nötigen Umfang mitgeteilt und von diesem wiederum gemäß seinen andersartigen Wahrnehmungsparadigmen und Verhaltenserwartungen vielfach falsch interpretiert. Faktoren, über die keine oder nur ungenügende Kommunikation stattfindet, können aus unterschiedlichen moralischen oder religiösen Werten bestehen; sie können vom spezifischen Status eines internationalen Projekts im jeweiligen Schulprofil bis zu Fragen der technischen Ausstattung einer Schule reichen.

Die negativen oder – idealerweise – positiven Auswirkungen kultureller Differenzen machen sich in der Art der Projektkommunikation nicht nur bemerkbar, sondern werden ihrerseits durch die Struktur der Projektkommunikation mitbestimmt: Die Poligkeit (z. B. E-Mails oder – offener – IntraNet), die Frequenz (Kommunikationsakte pro Zeiteinheit) und der Prozentsatz der nominellen Projektmitglieder, die an der Kommunikation teilnehmen, beeinflussen die Transparenz innerhalb des Projekts und damit dessen Erfolg nachhaltig.
Zu den Mindestanforderungen, die an den Kommunikationsrhythmus in interkulturellen Projekten zu stellen wären, zählt daher
- das eigene Handlungsmodell nicht zu verabsolutieren
- nicht emotional negativ zu reagieren
- bei ausbleibender Kommunikation des Partners zu erinnern, nachzufragen
- mit unbekannten Umständen und technisch oder organisatorisch bedingten Kommunikationshindernissen zu rechnen
- Bedürfnisse des Partners zu antizipieren, insbesondere seinen durch seine Funktion im Projekt bedingten Kommunikationsbedarf, und ihnen möglichst zu entsprechen
- bei Problemen dem anfragenden Partner zumindest ein kurzes Feedback zu geben, in welchem die Art des Hindernisses und der vermutete späteste Termin für die Antwort bzw. der Lieferung des vereinbarten Projektbeitrags angegeben werden (evtl. mittels eines für alle einheitlichen Formulars)
- im Fall mangelhafter Kenntnis der Umstände dem Partner eher vorteilhafte Handlungsmotive zu unterstellen
- mit ihm einen ebenso freundlichen wie inhaltlich klaren Dialog über Probleme und ihre Lösungsmöglichkeiten zu führen.

Da viele Kommunikationsprobleme auf der Arbeitsüberlastung der Teilnehmer beruhen, sollten die Routineanteile der Projektkommunikation weitestgehend formalisiert werden, um den Zeitaufwand für ihre Durchführung zu minimieren.
Bereits diese eine – dazu formale – Komponente der Projektarbeit erweist sich als ganz erheblich von kulturellen Differenzen beeinflusst. Wie viel mehr gilt dies für inhaltliche Faktoren wie etwa programmatische Entscheidungsprozesse oder kontroverse Diskussionen über 'sensible' Themen! Sie können die Form und den Inhalt, den materiellen und pädagogischen Ertrag des interkulturellen Projekts ganz erheblich beeinflussen.

### Elemente eines WahlfachsInterkulturelle Kompetenz
Vor diesem Hintergrund zeichnen sich die Notwendigkeit und in Umrissen auch die Struktur eines (Wahl-)Unterrichts Interkulturelle Kompetenzen ab:
- Die Schüler produzieren ihren Projektbeitrag, stellen ihn im IntraNet zur Diskussion und bieten ihn zur kreativen Weiterverarbeitung an.
- Sie stellen fest, ob in einem fallspezifisch angemessenen Zeitraum Feedbacks eingetroffen sind oder nicht. Sie evaluieren den Mehrwert erfolgter Feedbacks für die ursprüngliche Intention des eigenen Projektbeitrags, was aber auch die Möglichkeit einschließt, diese Intention, angeregt durch das Feedback, zu modifizieren.
- Sie versuchen gegebenenfalls die Gründe für das Ausbleiben von Feedbacks herauszufinden. Sie analysieren – möglichst in Kommunikation mit den Partnern – die Ursachen für das Zustandekommen von Feedbacks, die das im jeweiligen Kontext ungefähr zu erwartende Niveau signifikant unterschreiten beziehungsweise übertreffen.
- Sie entwickeln Vorschläge zu Verfahrensweisen, welche die aufgetretenen Probleme künftig vermeiden helfen sollen bzw. die aus vorbildlichen Prozessen als Modell gewonnen werden. Auch dies erfolgt idealerweise im Konsens mit den Partnern, um zu gewährleisten, dass die neu entwickelten Prozeduren von möglichst vielen Partnern auch angewendet werden können.
- Auf diese Weise entsteht ein immer differenzierteres System interkultureller Projektkonventionen, das nicht nur von den Schülern auf Grund ihrer Projekterfahrungen entwickelt, sondern – unbeschadet seiner Anpassungsfähigkeit an sich ändernde Rahmenbedingungen – an neu hinzukommende Schüler vermittelt und vor allem in der Projektpraxis auch angewendet wird. Es reicht von einfachen technischen Ratschlägen über organisatorische Abläufe bis zu projektethischen Regeln. Formal sind diese Projektkonventionen so zu gestalten, dass ihre technische bzw. administrative Umsetzung für möglichst alle Teilnehmer akzeptabel und durchführbar ist. Der Lehrer, der einen solchen Unterricht leitet, wird sich weitgehend darauf beschränken können, den handlungsorientierten Entwicklungs- und Lernprozess zu moderieren und an den passenden Stellen die Reflexion durch Ansätze etwa aus der Anthropologie und interkulturellen Kommunikation zu vertiefen.

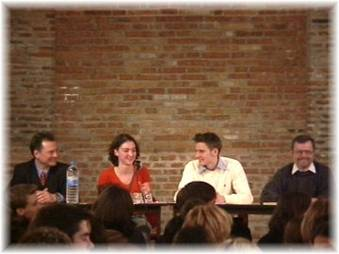
Von trait d'union (hier: Schülern der Deutschen Schule Toulouse und des Lycée International Victor Hugo de Colomiers) veranstaltete Podiumsdiskussion im Goethe-Institut Toulouse (2003) über die Zukunft der deutsch-französischen Beziehungen anlässlich des 40. Jahrestags des Élysée-Vertrags mit Alban Azaïs und Herbert Hartmann.

### Perspektive: der "Interkulturelle Führerschein"
Im Idealfall sollte dieses Fach interaktiv an allen Teilnehmerschulen unterrichtet werden, was allerdings nur dann realisiert werden kann, wenn anerkannt wird, dass die schulische Vermittlung von Kompetenzen interkultureller Kommunikation und Kooperation einen gesellschaftlichen Bedarf befriedigt, dessen zunehmende Bedeutung in innergesellschaftlichen Prozessen mit multikulturellem bzw. multiethnischem Hintergrund ebenso deutlich wird wie an den Arbeitsbedingungen von international zusammengewürfelten Teams global agierender Unternehmen oder von Mitarbeitern, die in Firmen tätig sind, bei denen die internationale Kooperation eine wichtige Rolle spielt. Erst wenn solche Unternehmen und andere internationale Institutionen sich dem oben beschriebenen Ansatz öffnen, indem sie
- konkrete Bedarfanalysen der in ihren Bereichen spezifisch notwendigen interkulturellen Kompetenzen ermöglichen, die dann nur noch in den Kontext des Schulprojekts übersetzt werden müssen (vgl. auch Abschnitt 7!)
- die betreffenden Projektansätze materiell unterstützen

kann das oben beschriebene Konzept praktisch verwirklicht werden. Nach dem Vorbild des ICDL könnte mittelfristig ein "Interkultureller Führerschein" als Zertifikat für die erfolgreiche Teilnahme an diesem Wahlfach vergeben werden. Mehr als die Entwicklung eines Wahlfachs auf internationaler Ebene wird auch nicht angestrebt, um mit der Bildungshoheit von Staaten bzw. Regionen nicht in Konflikt zu geraten.
Bewusst noch etwas bescheidener ist das Ziel des Comenius-Projekts Intercultural Driving Licence (2009–2011) formuliert, an dem acht Schulen (sieben 'Inlandsschulen' und eine deutsche Auslandsschule) mit Sitz in Deutschland, Italien, Litauen, den Niederlanden, Polen, Spanien und der Türkei teilnehmen und das von der Deutschen Schule Bilbao koordiniert wird: "The main objective is to create a catalogue of 'Intercultural Competences' and promote its establishment in school programmes." Damit steht es jeder Schule frei zu entscheiden, wie sie, ihren jeweiligen Prioritäten und Möglichkeiten gemäß, diesen Katalog interkultureller Kompetenzen bei sich implementiert, ob als Neigungsgruppe/Arbeitsgemeinschaft, Wahlunterricht oder integriert in ein bzw. mehrere Unterrichtsfächer. Zu gewährleisten ist jedoch, dass unterschiedliche Umsetzungen die für die interaktive Durchführung an den verschiedenen Teilnehmerschulen erforderliche Kompatibilität nicht beeinträchtigt und dass die Anforderungen, um das Zertifikat "Intercultural Driving Licence" zu erlangen, überall gleich sind. Als Plattform des Comenius-Projekts fungiert trait d'union; das Thema des Heftes Nr. 8 (2010) entspricht dem des Comenius-Projekts: "Do you understand me?". Wenn auch die Zahl der am Comenius-Projekt teilnehmenden Schulen (v. a. aus demselben Land) beschränkt ist, ist jede interessierte Schule, auch außerhalb Europas, (wenn auch ohne Comenius-Förderung) eingeladen, sich an der Redaktionsarbeit von trait d'union zu beteiligen.

## Lernen fürs Leben, lebenslanges Lernen
Die Schnittstelle von Schule, Bildung und Berufsleben lässt sich mit den Schlagwörtern "Lernen fürs Leben, lebenslanges Lernen" umschreiben. Ein Forum zu dieser Thematik ist für die Projektteilnehmer auf dem trait d'union IntraNet eingerichtet. Dabei erscheint der Erfahrungs-, Wissens- und Meinungsaustausch für folgende Kommunikationspartner besonders interessant (jeweils innerhalb eines Landes oder zwischen verschiedenen Ländern):
- Schüler unter sich
- Schüler und Studenten
- Schüler und Berufsanfänger
- Schüler und Firmenvertreter
- Schüler und Vertreter internationaler bzw. interkultureller Einrichtungen
- Schüler und Lehrer

Interkulturelle Kompetenzen bestehen nicht nur aus ethischen und formal beschreibbaren Verhaltensweisen sowie kommunikationstechnischen Fertigkeiten in internationalen Projekten. Ihre inhaltliche Beschaffenheit hängt auch ab von den sich ständig wandelnden Qualifikationsansprüchen international agierender Unternehmen und Institutionen an ihre Mitarbeiter, weshalb für trait d'union die Projektteilnahme oder -partnerschaft jener prinzipiell erwünscht ist. Die Schüler von heute sollten sich möglichst frühzeitig darauf einstellen können, was von ihnen als Arbeitnehmern von morgen (gegebenenfalls auch in einem anderen Land als dem, wo man die Schule besucht) erwartet wird. Dabei bieten sich unter anderem folgende Themenkreise an:
- Mein späterer Beruf: Vorstellungen und Wünsche
- Wie bereitet uns die Schule auf das Berufsleben vor?
- Die Schule ist geschafft – und nun?
- (Gleiche) Berufe in verschiedenen Ländern
- Studienerfahrungen – weltweit
- Zusammenarbeiten in einer globalisierten Welt
- Veränderungen im Arbeitsleben: Was Unternehmen ihren künftigen Mitarbeitern anbieten und was sie von ihnen erwarten

Die hier gewonnenen Erkenntnisse gehen in die – nie endgültig abgeschlossene – Lernzielformulierung für das Wahlfach Interkulturelle Kompetenzen ein.

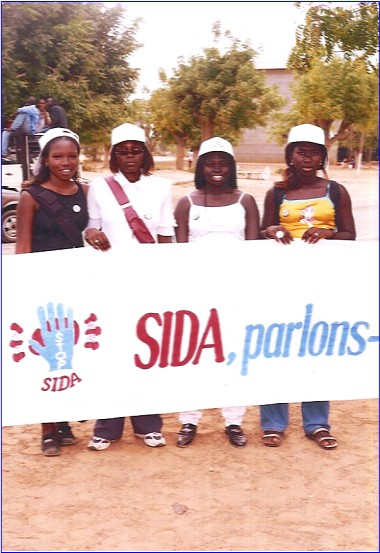
Öffentlichkeitsaktion der Schüler des Lycée "El Hadji Malick Sy" de Thiès (Senegal) gegen die Ausbreitung von AIDS (2003)

## Bildungseinrichtungen, die zwischen 1999 und 2025 Beiträge zutrait d’uniongeleistet haben
- Bildungszentrum für Augenoptik und Optometrie, München (Deutschland)
- BORG, Krems (Österreich)
- Çankırı Süleyman Demirel Fen Lisesi (Türkei)
- Christelijk Lyceum Apeldoorn (Niederlande)
- Deutsche Humboldt-Schule Guayaquil / Colegio Alemán Humboldt Guayaquil (Ecuador)
- Deutsche Internationale Schule in Den Haag (Niederlande)
- Deutsche Schule Bilbao / Colegio Alemán (Spanien)
- Deutsche Schule Moskau (Russland)
- Deutsche Schule Toulouse (Frankreich)
- École Borde d'Olivier de L'Union (Frankreich)
- École Collège Lycée Massillon, Clermont-Ferrand (Frankreich)
- Gisela-Gymnasium München (Deutschland)
- Gurugram Public School, Gurgaon (Indien)
- Halepaghen-Schule, Buxtehude (Deutschland)
- Instituto (I. E. S.) „Profesor Hernández Pacheco“, Cáceres (Spanien)
- Liceo Classico „Sesto Properzio“, Assisi (Italien)
- Liceo Classico Statale Sperimentale “Bertrand Russell”, Roma (Italien)
- Liceo Scientifico Statale „Leonardo da Vinci“, Genova (Italien)
- VIII Liceum Ogólnokształcące im. Stanisława Wyspiańskiego, Kraków (Polen)
- Lycée « El Hadji Malick Sy », Thiès (Senegal)
- Lycée International Victor Hugo, Colomiers (Frankreich)
- Michaeli-Gymnasium München (Deutschland)
- Mikalojaus Dauksos vidurine mokykla, Vilnius (Litauen)
- Prytanée Militaire Charles Tchioréré de Saint Louis (Senegal)
- Šilutės pirmosios gimnazija (Litauen)
- Tarsus Anadolu Öğretmen Lisesi, Tarsus (Türkei)
- The Graham School, Columbus/Ohio (Vereinigte Staaten von Amerika)
- Zespół Szkół Hotelarsko Turystycznych, Zakopane (Polen)

- In Kooperation mit trait d'union: DOMINO, Interkulturelle Jugendzeitung, Berlin (Deutschland)

## Unterstützung und Ehrenmitgliedschaften
trait d'union wurde beziehungsweise wird finanziell unterstützt von der Europäischen Kommission im Rahmen des Comenius-Programms (2000–2003), vom Deutschen Schulverein Toulouse (seit 2003), dem Foyer Socio-Educatif des Lycée International Victor Hugo de Colomiers (2003–2005) und dem Förderverein des Michaeli-Gymnasiums München (seit 2004).
Der DASAN-Server (Deutsche Auslandsschularbeit am Netz) der Zentralstelle für das Auslandsschulwesen (ZfA) beim Bundesverwaltungsamt hostete trait d'union Online und das trait d'union IntraNet vom Beginn ihres jeweiligen Bestehens (2000 bzw. 2004) bis 2009.
Die Ludwig-Maximilians-Universität München förderte das Projekt im Jahr 2005, indem sie eine Praktikantin als Projektassistentin zur Verfügung stellte.
Die Firma Océ beteiligte sich 2007 am Druck.
Für ein weiteres Comenius-Projekt, "Intercultural Driving Licence" (2009–2011), wiederum finanziell unterstützt von der Europäischen Kommission und von der Deutschen Schule Bilbao koordiniert, an welchem acht Schulen aus sieben Sitzländern (Türkei, Spanien, Polen, Niederlande, Litauen, Italien, Deutschland) teilnehmen, dient trait d'union als Arbeitsplattform.
2011 startete das Comenius-Projekt "Die Welt ändert sich" (2011–2013), erneut von der Europäischen Kommission finanziell unterstützt, an welchem sieben Schulen aus sieben Sitzländern (Türkei, Spanien, Polen, Österreich, Litauen, Italien, Deutschland) teilnehmen. Die in dem vom VIII Liceum Ogólnokształcące im. Stanisława Wyspiańskiego, Kraków (Polen) koordinierten Projekt entstehenden Beiträge sollen 2013 in trait d'union veröffentlicht werden.
Zu den Ehrenmitgliedern des Projekts zähl(t)en die Schriftsteller Gudrun Pausewang und Matthias Politycki.